# Seligman (Missouri)
Seligman est une ville du comté de Barry, dans le Missouri, aux États-Unis,. Située au sud du comté, elle est incorporée en 1952. La ville est baptisée en référence à Joseph Seligman.

## Démographie
Lors du recensement de 2010, la ville comptait une population de 851 habitants. Elle est estimée, en 2016, à 834 habitants.

## Source de la traduction
- (en) Cet article est partiellement ou en totalité issu de l’article de Wikipédia en anglais intitulé « Seligman, Missouri » (voir la liste des auteurs).